# Васил Гарванлиев
Васил Гарванлиев е северномакедонски певец. Известен е и под едноименното име Васил. Той трябваше да представи Северна Македония с песента „Ти“ на конкурса за песен на Евровизия 2020 в Ротердам, преди събитието да бъде отменено. Вместо това той представи Северна Македония в конкурса през 2021 г., този път с песента „Here I Stand“.

## Биография

### Детство и ранна кариера
Гарванлиев започва да пее на седемгодишна възраст. Открит е от северномакедонски композитор, който, минавайки по улицата, чува пеенето на Васил. На осемгодишна възраст издава албум, който включва повлияната от Япония „Марионка“ с текст за красиво македонско момиче. През 1994 година, на десетгодишна възраст, изпълнява „Марионка“ по време на ежегодния фестивал на македонски детски песни „Златно славейче“.

### САЩ (1997 – 2004)
През 1997 година, в разгара на Косовската война, заедно с родителите си и брат си се премества в Съединените щати като бежанец. От 1999 до 2003 година е член на Чикагския детски хор. Става главен солист на хора. Дебютира в Карнеги Хол с Чичестърските Псалми и е гост-изпълнител, изпълняващ с Йо-Йо Ма и членове на Чикагския симфоничен оркестър. Като хорски солист, изпълнява беквокали с изпълнители като Джули Андрюс, Селин Дион, Ник Картър, Ню Кидс он дъ Блок, Нели Фуртадо и Енрике Иглесиас. Свири в Белия дом в присъствието на президента Джордж Х. У. Буш. Кандидатства на панамерикански конкурс за президентска стипендия за музикално изкуство. Спечелвайки регионалните в Чикаго, продължава до националните финали на САЩ, където е номиниран за президентската стипендия за оперни изследвания. Кандидатства и в Джулиард. Музикалната стипендия в Музикалното училище в Манхатън е внезапно прекъсната след по-строгите имиграционни изисквания след атентатите от 11 септември. Всички членове на семейството му (родители и брат) са депортирани поради недостатъчни документи за американско гражданство. След като се завръща в Македония по семейни причини, не е допуснат обратно в САЩ. Премества се в Милано, Лондон и в крайна сметка в Торонто, Канада през 2004 година със стипендия.

## Кариера

### Класическа / Опера
Опитвайки се да кандидатства музикално обучение в Кралския музикален колеж в Лондон, Гарванлиев едновременно се явява на прослушване в Милано, където учи за кратко в Театралната академия Ла Скала. Междувременно мястото му в Кралския колеж по музика изтича. Вместо това той намира възможност в Канада в Кралската музикална консерватория в Торонто през 2004 г. Получава пълна музикална стипендия в Торонто в The Glenn Gould School. Той продължава да се изявява като баритон в Канада.
Той посещава The Glenn Gould School от 2004 г. до 2008 г., като печели диплома за изпълнение по глас. В Университета на Торонто получава диплома по опера – глас през 2010 г. Той е възпитаник на програмата за изгряващи артисти на операта в Калгари.  Девет години е гост-артист в Оперното ателие (2005–2014). Той също така участва в Highlands Opera Studio в Халибъртън, Онтарио, Канада (2009–2013) и повече от четири години в Програмата за млади артисти и гост-солист в Операта на Калгари в Алберта, Канада (септември 2010 г. до ноември 2014 г.). През май–юни 2015 г. е финалист на Международния музикален конкурс в Монреал. Като баритон в операта в продължение на 13 години, той изпя над 50 главни роли. В продължение на много години и до 2016 г. той продължава да служи като гост-артист с Чикагския детски хор. 
Той живее в Канада в продължение на 10 години, преди да се върне в Европа и да се установи за една година в Лондон през 2017 г. за допълнително обучение, а през 2018 г. се установява отново в Македония. Представя Северна Македония в редица събития за класическа музика. Първоначално бас баритон, той започва да пее и като тенор.

### Поп и съвременна музика
Наред с кариерата си в класическата музика, той също се опита да развие паралелна поп кариера. В края на някои от изпълненията си на класическа музика той предлагаше някои съвременни музикални и джаз изпълнения, с което печелеше подкрепа и насърчение.
След като има албум на 8-годишна възраст, той се завръща към страстта си към поп музиката, като се опитва да представи Македония на конкурса за песен на Евровизия през 2007 г., като участва в квалификационните кръгове на македонския национален песенен конкурс Skopje Fest, изпълнявайки негова собствена песен „Помогни ми“. Той беше поставен на 13-то място в конкурса и не успя да представи Македония на Евровизия.  Каролина Гочева, която спечели конкурса, продължи да представлява Македония с песента „Мојот свет“.
През 2016 г. той се появи в албума Coloring Book на Chance the Rapper, който получи одобрението на критиката. Той е признат за беквокалист на четири от 14-те песни на албума: „All We Got“, „Same Drugs“, „How Great“ и „Finish Line / Drown“. Албумът включва госпъл с хип-хоп и беше одобрен от критиците и се появи в списъците на много музикални критици „най-доброто от 2016 г.“. 
През 2018 г. той се завръща към желанието си да развива поп кариера, като издава „Гердан“ („Огърлица“) през 2018 г., „Патувам“ („Пътуване“) през 2019 г. и „Моята улица“ („Добре дошли на моята улица“) в 2020 г., всички придружени от музикални видеоклипове.
Той записа албум в Обединеното кралство през 2020 г., но отложи проекта за албума, когато беше обявено през януари 2020 г., че той ще представлява Северна Македония на конкурса за песен на Евровизия през 2020 г.

### Конкурс за песен на Евровизия 2020
Гарванлиев е беквокалист на македонското изпълнение „Горда“, изпълнено от Тамара Тодевска, на конкурса за песен на Евровизия 2019. Тричленните беквокали са Гарванлиев, Александра Янева и Антония Гиговска. Песента спечели гласуването на журито, но завърши на 7-мо място като взе предвид гласуването на публиката. На 15 януари 2020 г. е обявено, че той е вътрешно избран от националния оператор Македонска радиотелевизия да представлява Северна Македония на конкурса за песен на Евровизия през 2020 г. в Ротердам, Холандия.  Той трябваше да изпълни песента „You“, композирана и продуцирана от Невена Нескоска по думи на Алис Шрьодер, Калина Нескоска и Невена Нескоска. Хавиер Лорет де Мюлер, Дарко Димитров и Лазар Цветковски дадоха допълнителна продукция. Евровизия 2020 в крайна сметка беше отменена поради пандемията от COVID-19.

### Конкурс за песен на Евровизия 2021
След отмяната на 2020, на 20 януари 2021 г. беше обявено, че Васил ще остане като представител на Македония в състезанието през 2021 г.  На 16 февруари 2021 г. беше обявено, че Васил ще изпълни песента „Here I Stand“, написана и композирана от Борче Кузмановски, Давор Йордановски и самия Васил. „Here I Stand“ е представена пред публика на 11 март 2021 г. Васил участва в първия полуфинал на състезанието на 18 май, но не успява да се класира за големия финал. По-късно е разкрито, че той се е класирал на 15-то място от 16 състезатели, отбелязвайки 23 точки.

## Личен живот
Гарванлиев е етнически македонец, има и българско гражданство. Той търси убежище на десетгодишна възраст в Съединените щати след трудни условия по време на войната в Косово. Баща му, майка му и брат му са депортирани от Съединените щати и трябва да се върнат в Македония. Въпреки че първоначално Гарванлиев получава разрешение да остане, когато баща му е арестуван в Македония, той също трябва да се върне в подкрепа. Когато се опита да се върне в Съединените щати, американското посолство го информира, че не може. Баща му си работи в Италия като дневен работник, бране на зеленчуци, и почива там през 2005 година. По-късно Васил живее в Европа, учи музика главно в Италия и Обединеното кралство. В крайна сметка се установява за повече от 10 години в Канада, продължавайки да изучава класическа музика и да прави кариера там. Майка му и брат му са модни дизайнери и живеят в Северна Македония.
През май 2021 г. Гарванлиев разкрива, че е гей в интервю за списание „Атитюд“, като добавя, че се е примирил със сексуалността си като гимназист и е споделил това пред приятелите и семейството си преди близо 20 години.

## Полемика
През март 2021 година, след пускането на музикалния клип на Гарванлиев за Евровизия 2021, възникват няколко противоречия.
Поради сексуалната си ориентация той е обект на кибертормоз. Освен това той е неправомерно възприет от обществото като пропагандатор на българския национализъм и обида на македонската идентичност и нация. Песента е политизирана на фона на деликатния момент на българското вето върху европейските аспирации на Северна Македония и на отношенията България – Северна Македония. В миналото певци от различен етнически произход представят страната без много „етнически разгорещен спор“.
Спорът започва с произведение на изкуство, показано в клипа, което погрешно е изтълкувано като българско знаме. Това мнение на част от обществото се потвърди още повече, когато се появи интервю, в което Гарванлиев изтъква българското си гражданство. На 23 март темата е допълнително политизирана от българското външно министерство, което привика посланика на Северна Македония в София заради полемиката около случая.
По повод видео случая Гарванлиев казва, че показаното произведение на изкуството няма умишлена връзка с българското знаме, тъй като творението на художничката Жанета Вангели е вдъхновено от Исус Христос. Поради обществения натиск видеото в крайна сметка е редактирано, като се премахнати произведенията на изкуството.
След полемиката сформирана е специална комисия от Македонската радиотелевизия. Те не намират нищо подходящо и потвърждават участието на Гарванлиев в Евровизия.
Гарванлиев се обърна директно към феновете с видео, публикувано в профила му във Фейсбук: „Аз съм посланик на музиката, а в музиката няма религия, политика, ориентация, раса или цвят на кожата. Нямах абсолютно никакви намерения да нараня някого. Точно обратното!“, добавяйки: „Не се извинявам, че съм аз... Но ако нараня някого по някакъв начин, от сърце... съжалявам. Прости ми.“ Междувременно певецът получава над 400 заплахи в профила си в социалните мрежи. По въпроса за двойното си гражданство Гарвалиев по-късно заявява, че е „македонец, роден в Македония“ и се смята за „един от най-гордите македонци“.

## Дискография

### Песни
- 1994: „Марионка“
- 2007: „Помогни Ми“
- 2018: „Гердан“
- 2019: „Патувам“
- 2020: „You“ (Евровизия 2020)
- 2020: „Мојата улица“ (feat. Davor)
- 2020: „ПриКазна“
- 2021: „СудБина“
- 2021: „Here I Stand“ (Евровизия 2021)